# 关东上流江户樱
关东上流江户樱是日本的一个非官方大学统称，分别包括以下五所私立大学：
- 关东：关东学园大学
- 上：上武大学
- 流：流通经济大学
- 江户：江户川大学
- 樱：樱美林大学

这些大学都是在1960年代以後、隨著大學報考人數的上升，在日本关东圈郊区設立的私立大学。通常认为这些大学的水平略低于大东亚帝国。